# 吳國斗
吳國斗（1594年7月10日—17世紀），字映斗，湖廣德安府孝感縣籍，南直隸徽州府休寧縣人，明朝、南明政治人物。

## 生平
吳國斗是崇禎三年（1630年）庚午科湖廣鄉試第十六名舉人，七年（1634年）甲戌科進士，先在大理寺觀政，八年（1635年）獲授徐聞知縣，十三年（1640年）考察降為江西布政司檢校，十四年（1641年）補任歸化知縣，不接受常例餽贈，說：「我擔任知縣，怎能使人說我以剝削生存？」在當地禁訟寬刑，平易近人但大公無私，又增修城牆防備流寇，十五年陞戶部山東司主事，十六年考察去職。到弘光年間為浙江司郎中。

## 家族
曾祖吳才；祖父吳貞明；父吳兼，儒飲賓。

## 引用
1. 1 2  光緒《孝感縣志·卷十·選舉志》：進士 明……（崇禎）甲戌科劉理順榜 吳國斗字映斗，戶部主事……舉人 明……崇禎 庚午科王文南榜……吳國斗 見進士
2. 1 2  《崇禎七年甲戌科進士三代履歷》：吳國斗，曾祖才，祖貞明，父兼，儒飲賓。映北，詩四房，甲午年五月二十三日生，德安府孝感縣籍，休寧縣人，庚午鄉試，會四十六名，三甲一百十九名，大理寺觀政，乙亥授徐聞知縣，庚辰考察補江西布政司簡較，辛巳升歸化知縣，壬午升户部山東司主事，癸未考察。
3. ↑  康熙《歸化縣志·卷六·秩官》：吳國斗，號映斗，湖廣孝感人，以甲戌進士先任粵之徐聞，于崇禎十四年補任歸化，故例里胥有常餽之金，公卻之不受，曰：「吾為若令，毋寧使人謂誰實生我，而謂朘以生乎？」其介操如此，禁訟寬刑，不尚峻急，雖平易近人，人不敢干以私。棠陰遺愛將所稱，召杜何以加諸，至其增稿城堞有功於民，不惟遠綠林之警，且以免熒惑之菑亦一異云，詳在邑貢陳甡紀功碑中。 嗣入名宦
4. ↑  錢海岳《南明史·卷三十一·列傳第七》：（弘光）時戶部司官先後可紀者，為葛遇朝、張弘弼、吳國斗、雍鳴鸞、趙明遠、許承欽、任弘震、區志遠、秦堈、夏時泰、曹璣、陸禹思、張大章、何應璜、方岳朝、周憲申、蔡元宸、陳宗大、趙翼心、盛黃、周伯瑞、張永禧、劉世斗、侯鼎鉉、傅如湯、張鼎隅、趙悅心、王際泰【泰際】、章甫、徐懋賢、倪元善。……國斗，孝感人。崇禎七年進士。浙江司郎中。